# 準縮小半群
数学の解析学の分野において、C0-半群 {\displaystyle \Gamma (t),t\geq 0} が準縮小半群（じゅんしゅくしょうはんぐん、英: quasicontraction semigroup）であるとは、すべての {\displaystyle t\geq 0} に対して {\displaystyle \left\|\Gamma (t)\right\|\leq \exp(\omega t)} が成立するようなある定数 {\displaystyle \omega } が存在することを言う。{\displaystyle \Gamma (t)} が縮小半群であるとは、すべての {\displaystyle t\geq 0} に対して {\displaystyle \left\|\Gamma (t)\right\|\leq 1} が成立することを言う。